# عبد الله عويقل السلمي
عبد الله عويقل السلمي باحث لغوي سعودي متخصص النحو والصرف، ولد في مكة المكرمة عام 1963م. رئيس نادي جدة الأدبي منذ نوفبر 2011م.

## التعليم
- حاصل على الدكتوراه في النحو والصرف وفقه اللغة من كلية اللغة العربية في جامعة الإمام محمد بن سعود الإٍسلامية عام 1996م.
- حاصل على الماجستير في النحو والصرف وفقه اللغة من جامعة الإمام محمد بن سعود الإسلامية عام 1988م.
- حاصل على البكالوريوس في اللغة العربية وآدابها من جامعة الإمام محمد بن سعود الإسلامية.[3]

## العمل
- رئيس نادي جدة الأدبي منذ نوفمبر 2011م (ذو الحجة 1432هـ).[4]
- منح درجة الأستاذية «بروفيسور» في النحو والصرف وفقه اللغة من جامعة الملك عبدالعزيز في جدة عام 2010م.
- عمل أستاذاً مشاركاً في جامعة الملك عبد العزيز من عام 2005م.
- عمل أستاذاً مساعداً في جامعة الإمام محمد بن سعود الإسلامية عام 1996م.
- عمل معيداً في كلية اللغة العربية في الرياض عام 1985م، ثم محاضراً عام 1998م.[5]
- عمل رئيساً للجنة المفتشين للجامعة الإسلامية في كراتشي.
- شغل منصب وكيل معهد العلوم الإسلامية والعربية في نواكشوط.
- عمل وكيلاً لمعهد العلوم الإسلامية في جاكرتا.
- ترأس قسم اللغة العربية في جامعة الملك عبد العزيز.[6]

## إصدارات
| الإصدار                    | تاريخ | ملاحظات                  |
| -------------------------- | ----- | ------------------------ |
| منهج البحث في اللغة والأدب | 2012  | بالاشتراك مع مختار الغوث |